# Vlačice
Vlačice település Csehországban, a Kutná Hora-i járásban. Vlačice Čáslav, Bílé Podolí, Chotusice, Žehušice és Vrdy településekkel határos. Lakosainak száma 251 fő (2024. január 1.).

## Népesség
A település lakosságának változását az alábbi diagram mutatja:
| Lakosok száma | 399  | 425  | 455  | 389  | 336  | 249  | 242  | 255  | 244  | 251  |
|               | 1869 | 1900 | 1921 | 1961 | 1980 | 2011 | 2016 | 2019 | 2021 | 2024 |